# Puerto de Eupatoria
El puerto comercial de Eupatoria es un puerto marítimo de Crimea situado en la República Autónoma de Crimea de Ucrania y reclamada por República de Crimea de Rusia, es uno de los principales puertos del mar Negro. La actividad principal del puerto es el manejo de arena, así como construcción de buques de transformación dirección.
El 19 de mayo de 2014, después de la anección de Crimea con Rusia, el país designó 450 millones de rublos para la construcción y reforma de la infraestructura portuaria del puerto de Eupatoria durante el periodo 2015-2017. Las actividades del programa también están destinadas a la reconstrucción y rehabilitación del puerto de las estructuras hidráulicas, y la modernización de la infraestructura portuaria, así como parte de su flota.

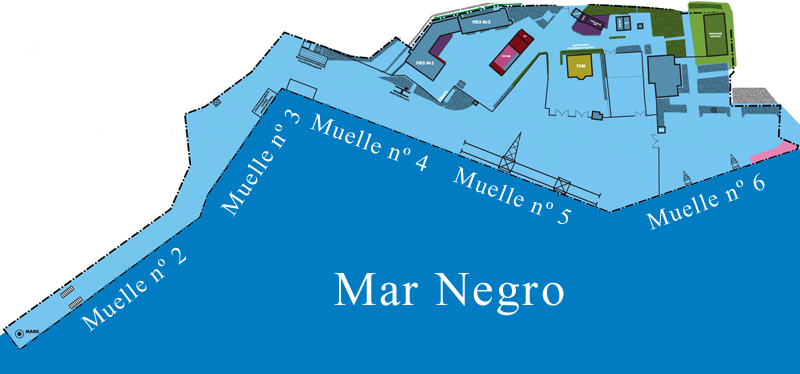
Diagrama de los muelles del Puerto de Eupatoria